# Elżbieta Jodłowska
Elżbieta Małgorzata Jodłowska-Heller (ur. 21 czerwca 1947 we Wrocławiu) – polska piosenkarka, artystka kabaretowa, także aktorka i autorka tekstów.

## Działalność artystyczna
Absolwentka Studium Nauczycielskiego (kierunek wychowanie muzyczne i nauczanie początkowe).
Zadebiutowała w 1964 występami w szkolnym kabarecie Bufor. Udzielała się też w kółku teatralnym (na Żoliborzu). Wkrótce nawiązała współpracę ze studenckimi kabaretami Warszawy – Medykiem, Hybrydami i Stodołą. W 1965 na przeglądzie kabaretów studenckich w Gdańsku zdobyła Czerwoną Różę, a w następnym roku zajęła trzecie miejsce na Kiermaszu Piosenki Studenckiej w Warszawie. W 1969 zajęła trzecie miejsce na Zimowej Giełdzie Piosenki w Opolu za wykonanie piosenki „Fizyczne hobby”.
Z kabaretem Stodoła związana była na stałe w latach 1967–1974, głównie jako wokalistka. Przy tej okazji nawiązała współpracę z kompozytorami i autorami tekstów, którzy dostarczali jej repertuaru zarówno na występy estradowe, jak i na materiał płytowy. Liczne nagrody i wyróżnienia przyniosły jej występy na Festiwalu Artystyczny Młodzieży Akademickiej (FAMA) w Świnoujściu. Później trafiła do Kabareciku Olgi Lipińskiej. Zaczęła się też pojawiać na ekranie, debiutując w 1969 występem w produkcji Piąta rano w reżyserii Haliny Bielińskiej.
W 1974 wystąpiła na Krajowym Festiwalu Piosenki Polskiej w Opolu, gdzie zdobyła nagrodę dziennikarzy. Następnie współpracowała jako wokalistka z zespołami muzycznymi (Sami Swoi) i kabaretami (poznańskim Na Pięterku, Dreszczowiskiem Macieja Zembatego, krakowską Piwnicą pod Baranami) oraz z Klubem Piosenki Związku Polskich Autorów i Kompozytorów. Ukończyła też warszawską szkołę muzyczną.
W II połowie lat 70. XX wieku skoncentrowała się na własnych programach, z którymi występowała na estradzie i w telewizji. W 1987 na Ogólnopolskich Spotkaniach Estradowych zdobyła pierwszą nagrodę za udział w programie Stara prawda w Nowym Świecie Kabaretu Kapota. Współpracowała też z Bohdanem Smoleniem, Krzysztofem Jaślarem oraz kabaretem Długi.
W 1989 wyjechała do Stanów Zjednoczonych i zamieszkała w Los Angeles. Wystąpiła w spektaklu Kram z piosenkami Leona Schillera wyreżyserowanym przez Barbarę Krafftównę, a zrealizowanym przez Polsko-Amerykański Zespół Teatralny im. Heleny Modrzejewskiej. Prowadziła też autorskie radio polonijne (Radio Ela). W kraju ojczystym pojawiła się w 1991 na obchodach 35-lecia Stodoły.
Na stałe powróciła z emigracji w 1996 i od tamtej pory kontynuuje działalność estradową, m.in. w Babskim Kabarecie. Współpracuje także z artystkami, takimi jak Iga Cembrzyńska, Halina Chojnacka, Elżbieta Jarosik, Janina Jaroszyńska, Laura Łącz, Grażyna Zielińska czy Ewa Złotowska. Występuje też w warszawskim Teatrze Rampa.
20 października 2006 zadebiutowała jako autorka sztuki „Klimakterium... i już”. W 2009 zadebiutowała w roli Dąbrowskiej w serialu TVN BrzydUla.

## Filmografia
| Rok                  | Tytuł                             | Rola                                 | Uwagi              |
| -------------------- | --------------------------------- | ------------------------------------ | ------------------ |
| 1969                 | Piąta rano                        | dozorczyni Józia                     |                    |
| 1973                 | Nie będę cię kochać               | nauczycielka muzyki                  |                    |
| 1975                 | Czerwone i białe                  | Jadwiga, siostra Rafała              |                    |
| 1980                 | Miś                               | kelnerka w kawiarni                  |                    |
| 2008–2009, 2020–2022 | BrzydUla                          | Janina Dąbrowska, sąsiadka Cieplaków |                    |
| 2009                 | 39 i pół                          | sprzątaczka Hania                    | odc. 29, 31        |
| 2010                 | Na Wspólnej                       | Hanna Kuczka                         |                    |
| 2011                 | Barwy szczęścia                   | dozorczyni                           | odc. 652, 660      |
| 2011                 | Rodzinka.pl                       | ciotka Bogusia                       | odc. 44            |
| 2011–2012            | Świat według Kiepskich            | kobieta                              | odc. 374, 401, 402 |
| 2011–2012            | Julia                             | Ela, gosposia Janickich              |                    |
| 2012–2017            | Świat według Kiepskich            | emerytka                             |                    |
| 2012                 | Galeria                           | Wanda                                |                    |
| 2012                 | Hotel 52                          | kwiaciarka                           | odc. 60            |
| 2012                 | Świat według Kiepskich            | Bogusia                              | odc. 393           |
| 2012                 | Świat według Kiepskich            | Krysia                               | odc. 389           |
| 2012                 | Świat według Kiepskich            | Kwiatkowska                          | odc. 390, 397      |
| 2013                 | Lekarze                           | pacjentka z tętniakiem               | odc. 39            |
| 2013                 | Hotel 52                          | Irena, opiekunka Krzysia             | odc. 80            |
| 2014                 | Na dobre i na złe                 | Szarlota                             | odc. 577           |
| 2015                 | 11 minut                          | siostra zakonna                      |                    |
| 2016                 | Świat według Kiepskich            | wiejska baba                         | odc. 485           |
| 2016                 | Świat według Kiepskich            | kobieta                              | odc. 488           |
| 2016                 | Druga szansa                      | archiwistka                          | odc. 26            |
| 2017                 | O mnie się nie martw              | starsza pani                         | odc. 87            |
| 2017                 | Komisarz Alex                     | Woźniakowa, sąsiadka Mędrzaka        | odc. 120           |
| 2017                 | Lekarze na start                  | Regina, była teściowa Grzegorza      | odc. 30            |
| 2018                 | Na sygnale                        | wróżka Barbara                       | odc. 185           |
| 2018                 | Na sygnale                        | Samanta, siostra bliźniaczka Barbary | odc. 185           |
| 2018                 | Sprawiedliwi – Wydział Kryminalny | ciocia Wojtali                       |                    |
| 2020                 | Echo serca                        | pacjentka Lewandowska                | odc. 36            |
| 2021                 | Czarna owca                       | ciocia                               |                    |
| 2021                 | Mecenas Porada                    | Krysia                               | odc. 1             |
| 2022                 | Powrót                            | Zofia                                | odc. 5             |

## Nagrania płytowe
- Dziewczyna do wzięcia (LP, 1988)
- Elżbieta Jodłowska (SP)
- Elżbieta Jodłowska (pocztówka dźwiękowa)

## Wybrane piosenki
- Dziewczyna do wzięcia (muz. Henryk Alber, sł. Magda Czapińska)
- Fizyczne hobby (muz. Krzysztof Knittel, sł. Maciej Szwed)
- Giczoły (aut. nieznany)
- Kwiat paproci (muz. i sł. W. Kuk)
- Letnia przygoda (muz. J. Boczkowski, sł. J. Odrowąż)
- Niedopieszczona (muz. H. Alber, sł. M. Czapińska)
- Pamiętajcie o ogrodach (muz. Jan Pietrzak, sł. Jonasz Kofta)
- Pozwól ludziom rosnąć (muz. Ryszard Poznakowski, sł. Marcin Wolski)
- Romans zasłyszany w barze mlecznym (muz. Antoni Kopff, sł. Jerzy Dąbrowski)
- Szeptak (muz. Marek Wieroński, sł. Zenon Laskowik)
- Urzędnicy Pana B. (muz. Włodzimierz Korcz, sł. M. Czapińska)
- W prosektorium najprzyjemniej jest nad ranem (muz. Janusz Bogacki, sł. M. Zembaty)
- Wytrzeszcz (muz. J. Bogacki, sł. M. Zembaty)

## Wybrane programy kabaretowe

### W kabarecie Stodoła
- Cicho, bo przyjdzie Zdzicho
- Kto to wie
- Niebieska komedia
- O, jak mi dobrze w pomarańczowym jest (aut. M. Wolski, M. Szwed, Marek Gołębiowski, muz. K. Knittel)
- Telefon zaufania (reż. Maciej Wojtyszko, 1971), program nagrodzony na FAMIE (Trójząb Neptuna)
- Wilkołak (rock opera, muz. K. Knittel)

### Inne
- Chirurgia zakaźna
- Ludzie, zrobili was w konia, Ed (1981)
- Stara prawda w Nowym Świecie (kabaret Kapota, choreografia Janusz Józefowicz)

## Spektakle w warszawskim Teatrze Rampa
- Klimakterium... i już! jako Pamela (komedia muzyczna, aut. E. Jodłowska, reż. Cezary Domagała, 2006)
- Jak stać się żydowską matką w dziesięć praktycznych lekcji jako Matka (aut. Fuks Paul, reż. Jan Prochyra, 2008)

## Odznaczenia
- Złoty Krzyż Zasługi (2003)[2]
- Odznaka Honorowa „Zasłużony dla Mazowsza” (2025)[3][4]